# Накіб оль-ешраф

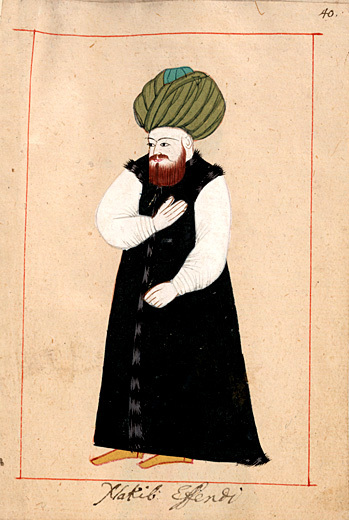
Накіб оль-ешраф.

Накіб оль-ешраф (тур. Nakîbü’l eşrâf, Nakib-ül-esraf) — в Османській імперії накіб (старійшина), що займався справами нащадків Пророка Мухаммеда (Алідів). Цю посаду займало одночасно декілька осіб. Займалися веденням родоводів для нащадків Пророка, слідкували за їхньою поведінкою та інтересами, були для них суддями, піклувалися про сиріт та душевнохворих. Мали привілей носити зелені тюрбани.